# عقبة خلق (حالمين)

تعديل مصدري - تعديل

عقبة خلق هي إحدى قرى عزلة حبيل الريدة بمديرية حالمين التابعة لمحافظة لحج، بلغ تعداد سكانها 73 نسمة حسب تعداد اليمن لعام 2004.